# Selo cilíndrico

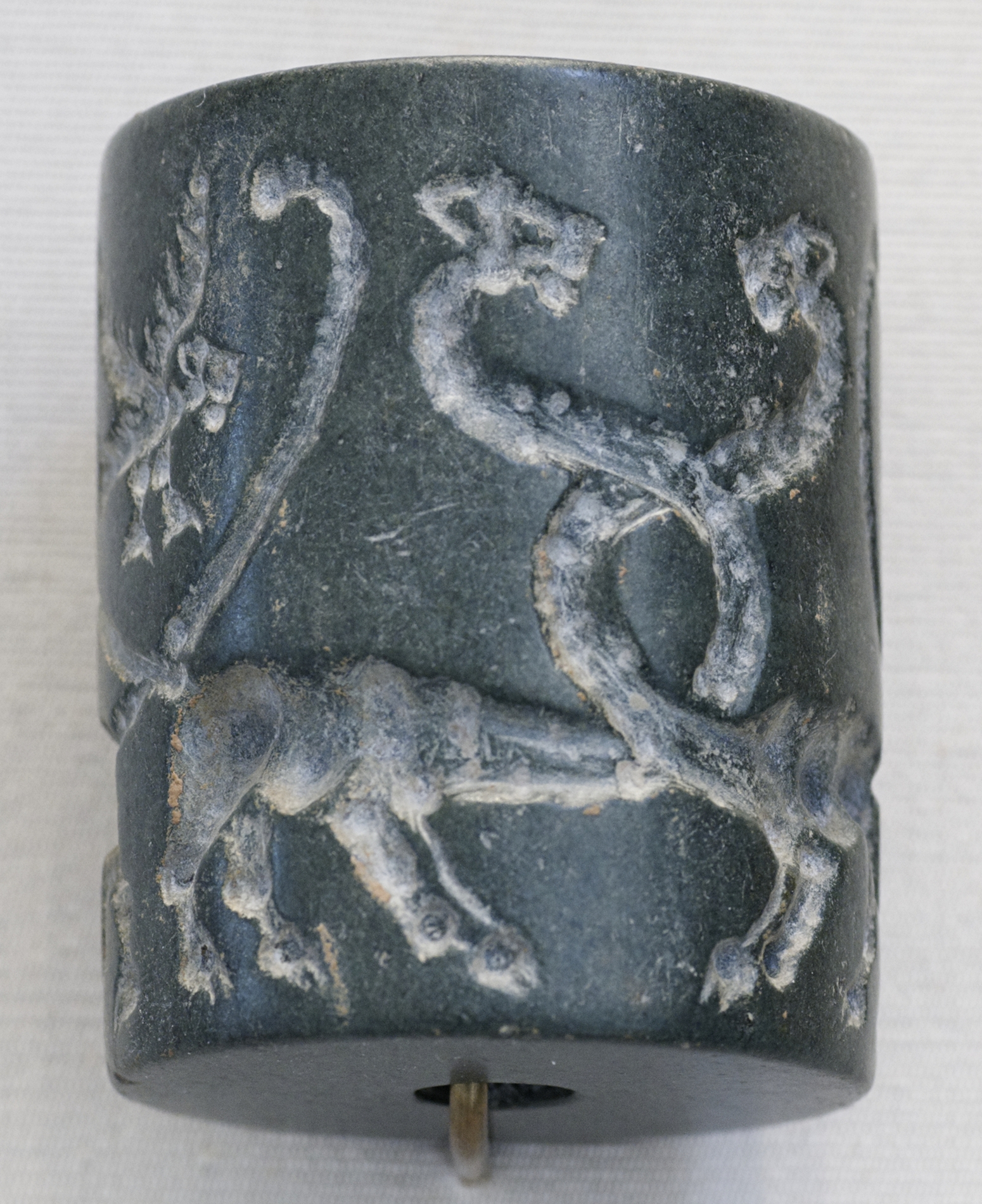
Selo com serpopardos. Período de Uruque

Um selo cilíndrico é um cilindro gravado com uma "história em desenho", usado em tempos antigos para rolar uma impressão numa superfície bidimensional, geralmente argila molhada. Os selos foram feitos de pedra (lápis-lazúli, hematita, obsidiana, esteatita, ametista, cornalina, calcário, diorito, talco, ágata, serpentina, clorita, glauconita, magnetita), vidro, marfim, cerâmicos (p. ex. faiança egípcia) e metais. Devido a ausência de boas pedras para escultura, grandes pedras dos primeiros cilindros foram importadas provavelmente do Irã.
Selos cilíndricos foram inventados em torno de 3 500 a.C. no Oriente Médio, no sítio de Susa no sudoeste do Irã e no antigo sítio de Uruque no sul da Mesopotâmia. Eles foram usados como ferramentas administrativas, jóias e como amuletos mágicos até cerca de 300 a.C. quando a escrita cuneiforme foi substituída pelo aramaico que empregava papiros e pergaminhos ao invés de tabuletas de argila.
Durante o período das primeiras dinastias sumérias os temas produzidos nos selos eram de "lutas animais", principalmente o ataque de leões ao gado, e algumas cenas religiosas; no período acadiano temas religiosos tornaram-se mais abundantes; durante Ur III e o período babilônico basicamente as representações dos cilindros eram de deuses e reis; no período assírio houve atenção especial na produção de imagens representando caçadas de animais realistas; no período neobabilônico, com a popularização dos selos, os principais temas eram de caçadas e temas religiosos.
Enquanto a maioria dos selos cilíndricos mesopotâmicos forma uma imagem através da utilização de depressões na superfície do cilindro, alguns selos cilíndricos imprimem imagens usando áreas elevadas do cilindro. Os primeiros são utilizados principalmente em argilas úmidas; os últimos para imprimir imagens em tecidos e outras superfícies bidimensionais como potes, cestos, bolsas de couro, caixas de madeira, etc.

## Galeria de fotos

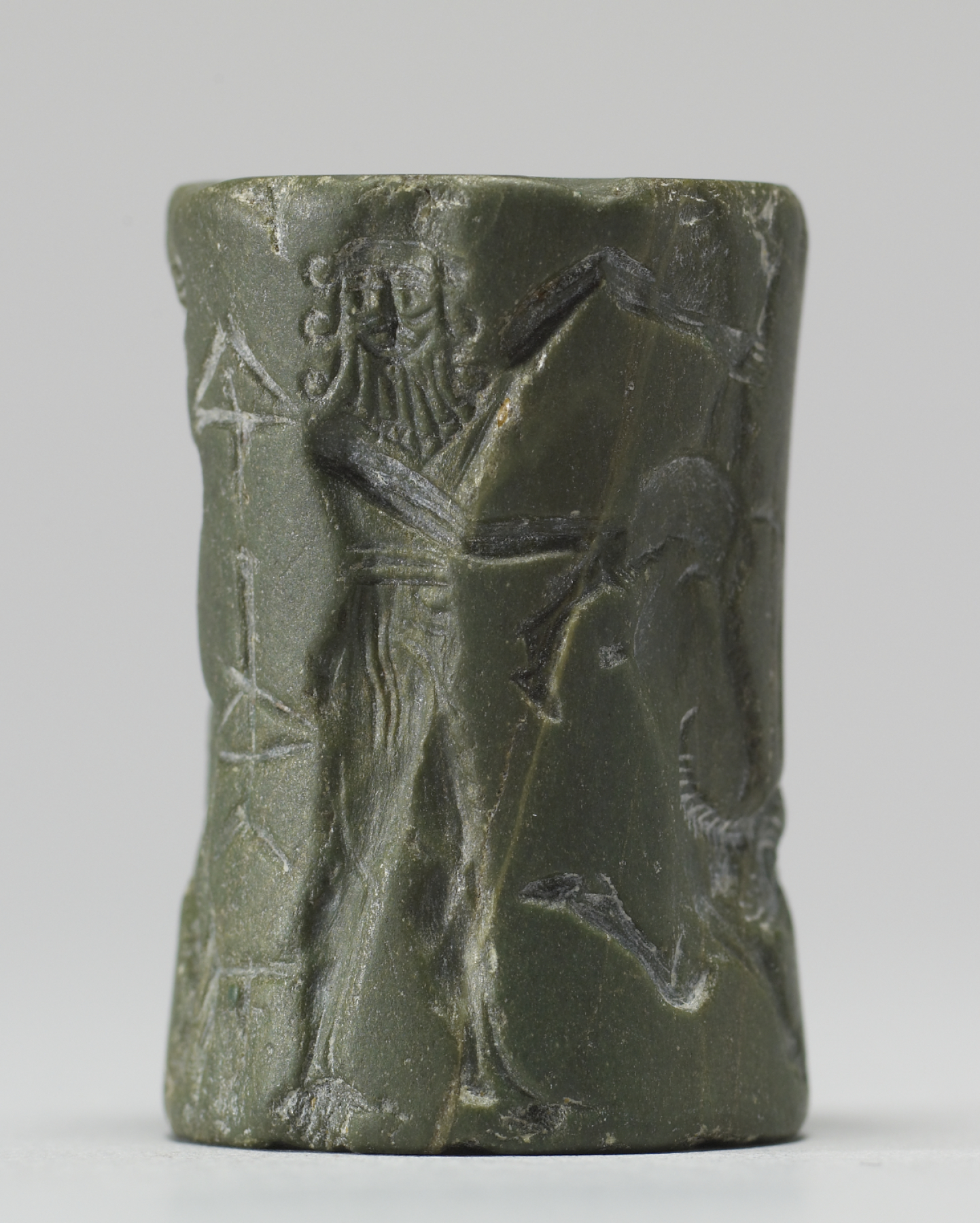
Selo cilíndrico acadiano
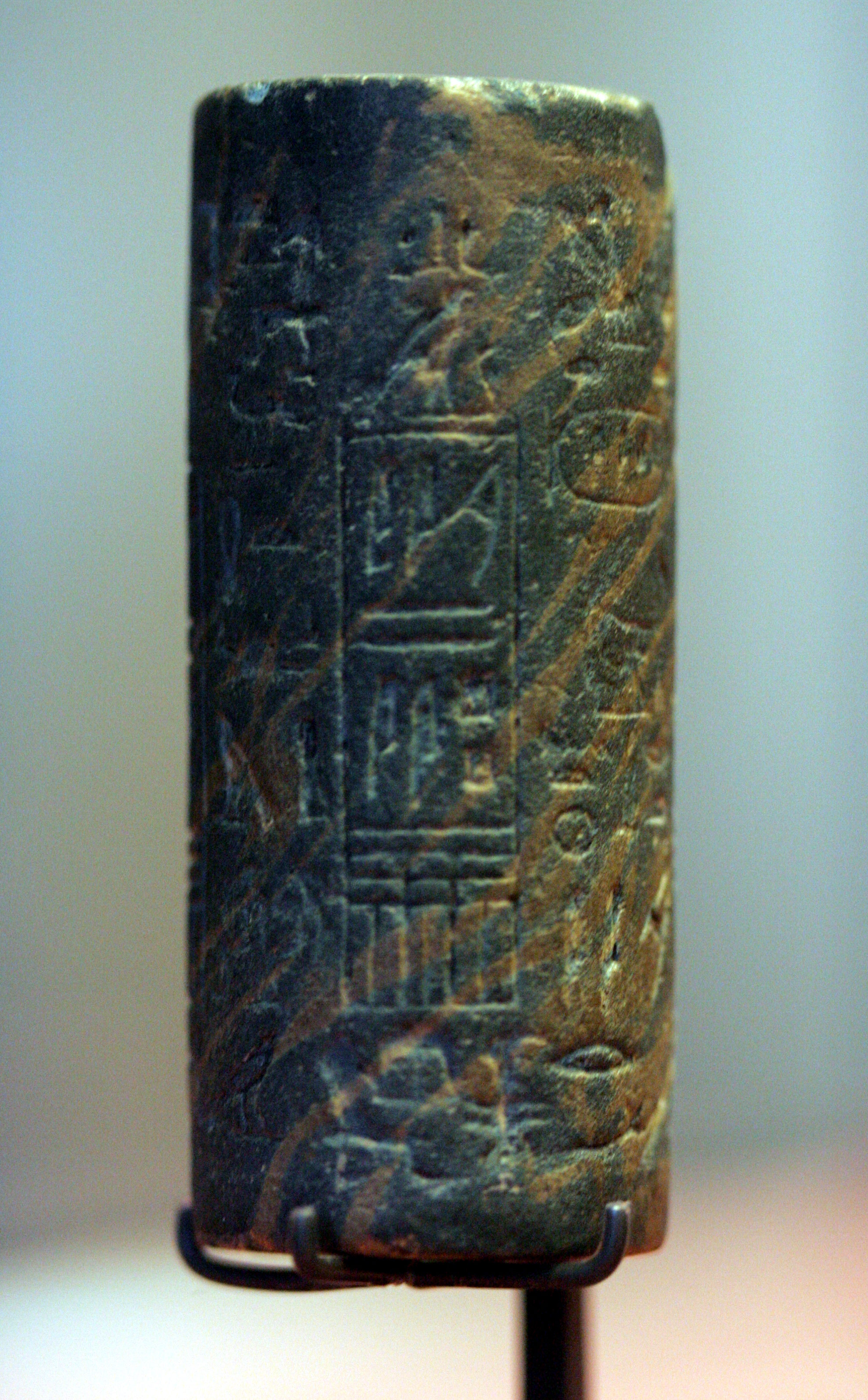
Selo egípcio do faraó Pepi I
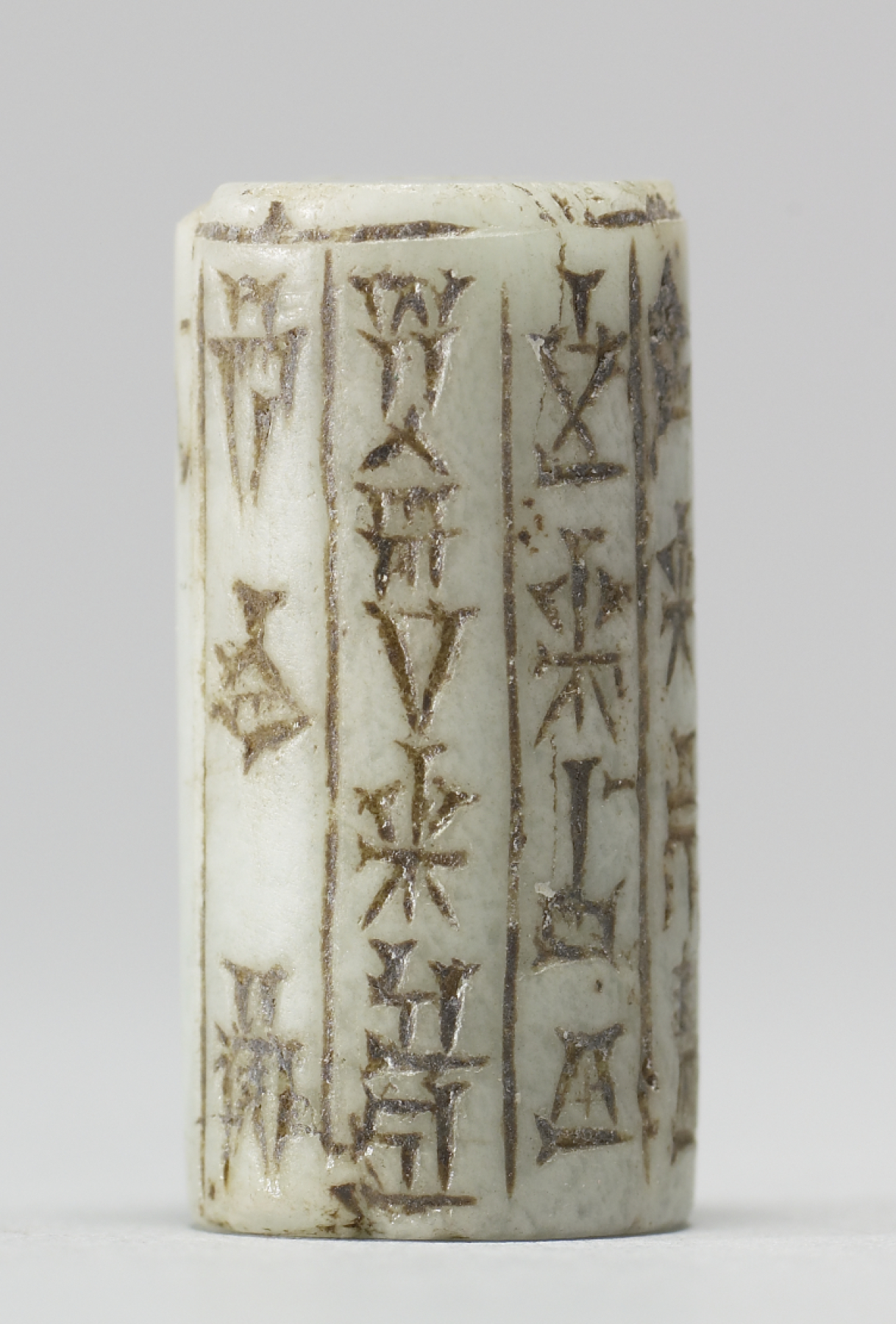
Selo com duas figuras e inscrições
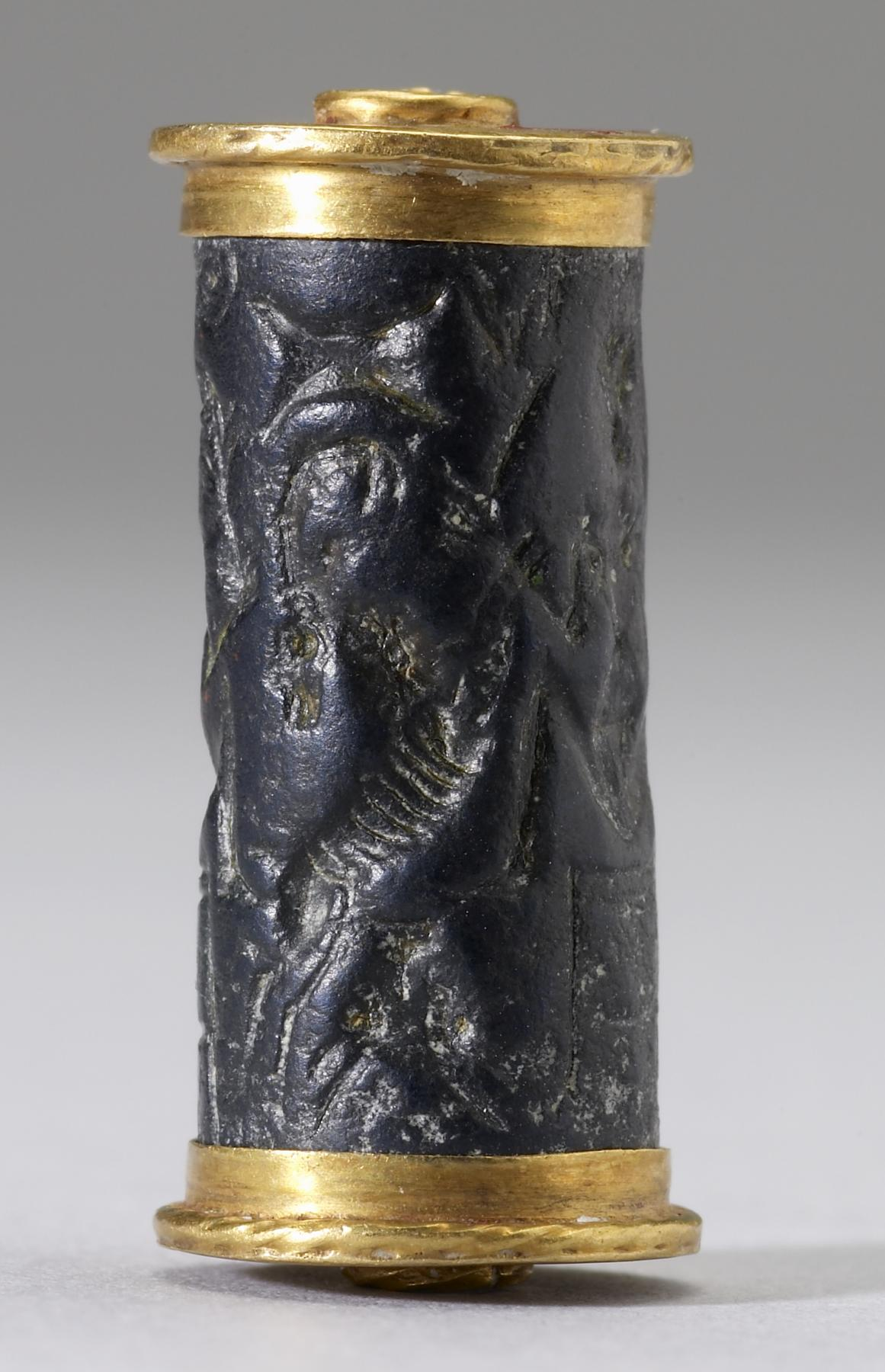
Selo cipriota com deusa nua
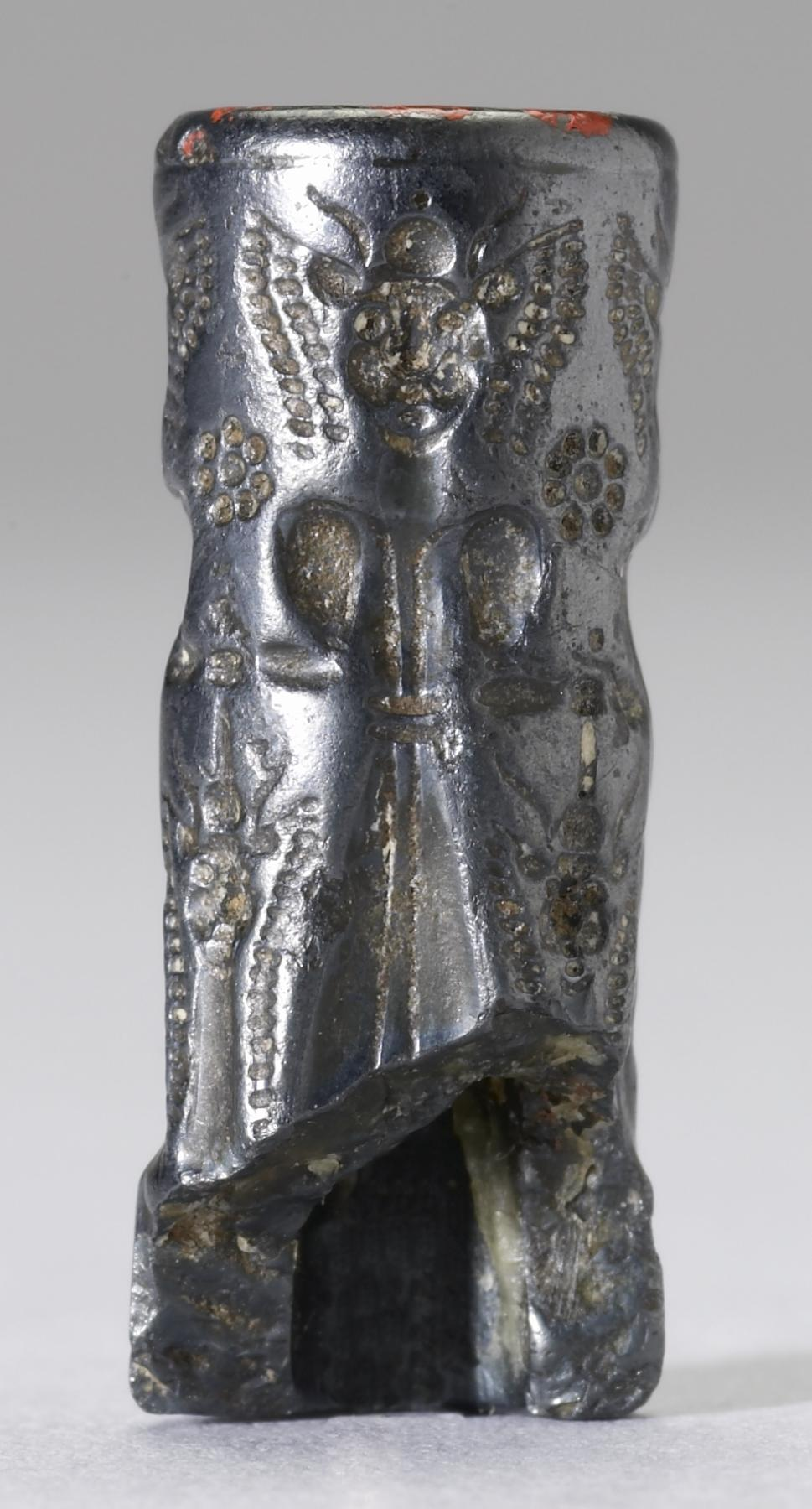
Selo cipriota com fileiras de gênios
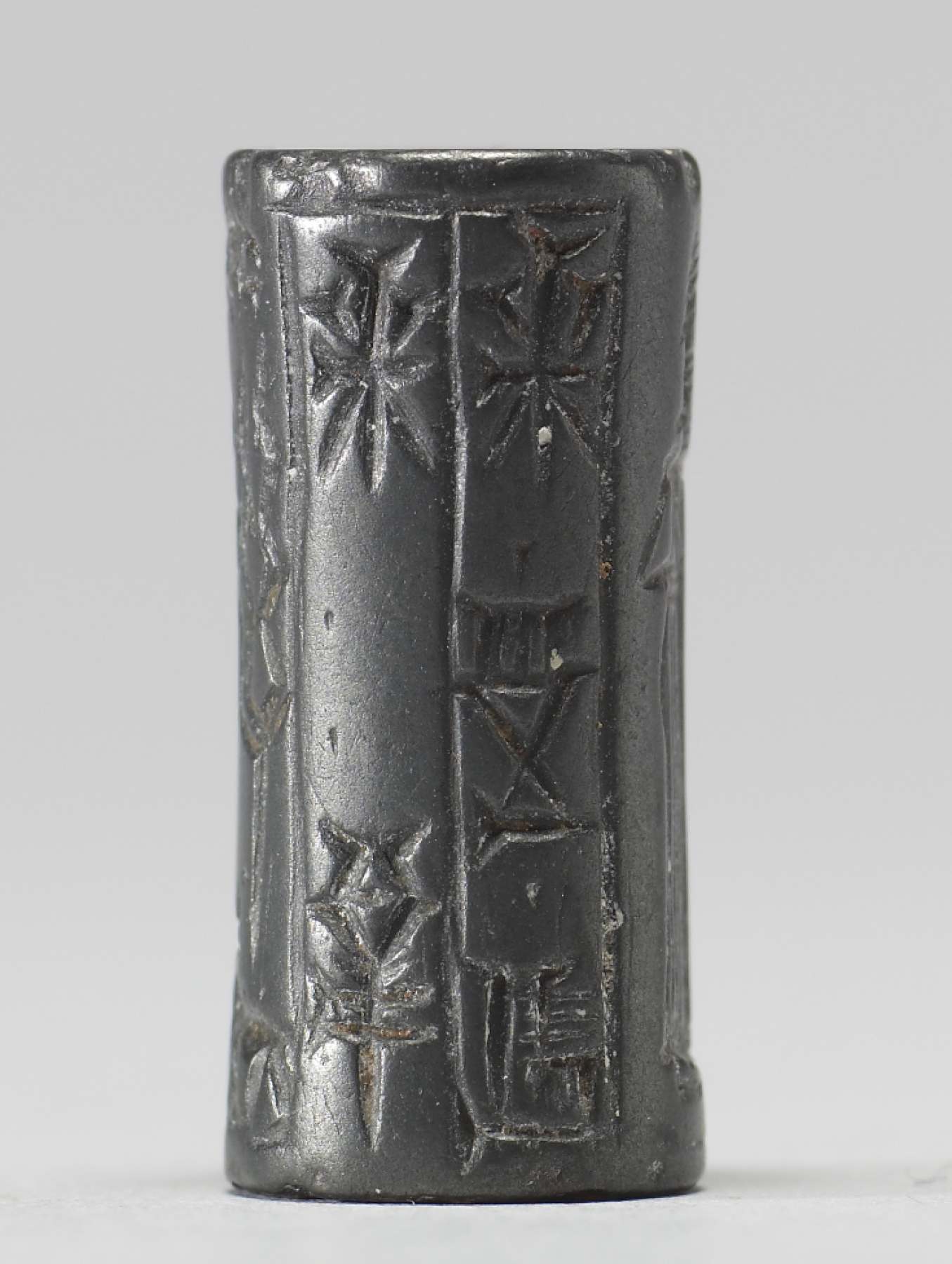
Selo babilônico com três figuras em pé e inscrições
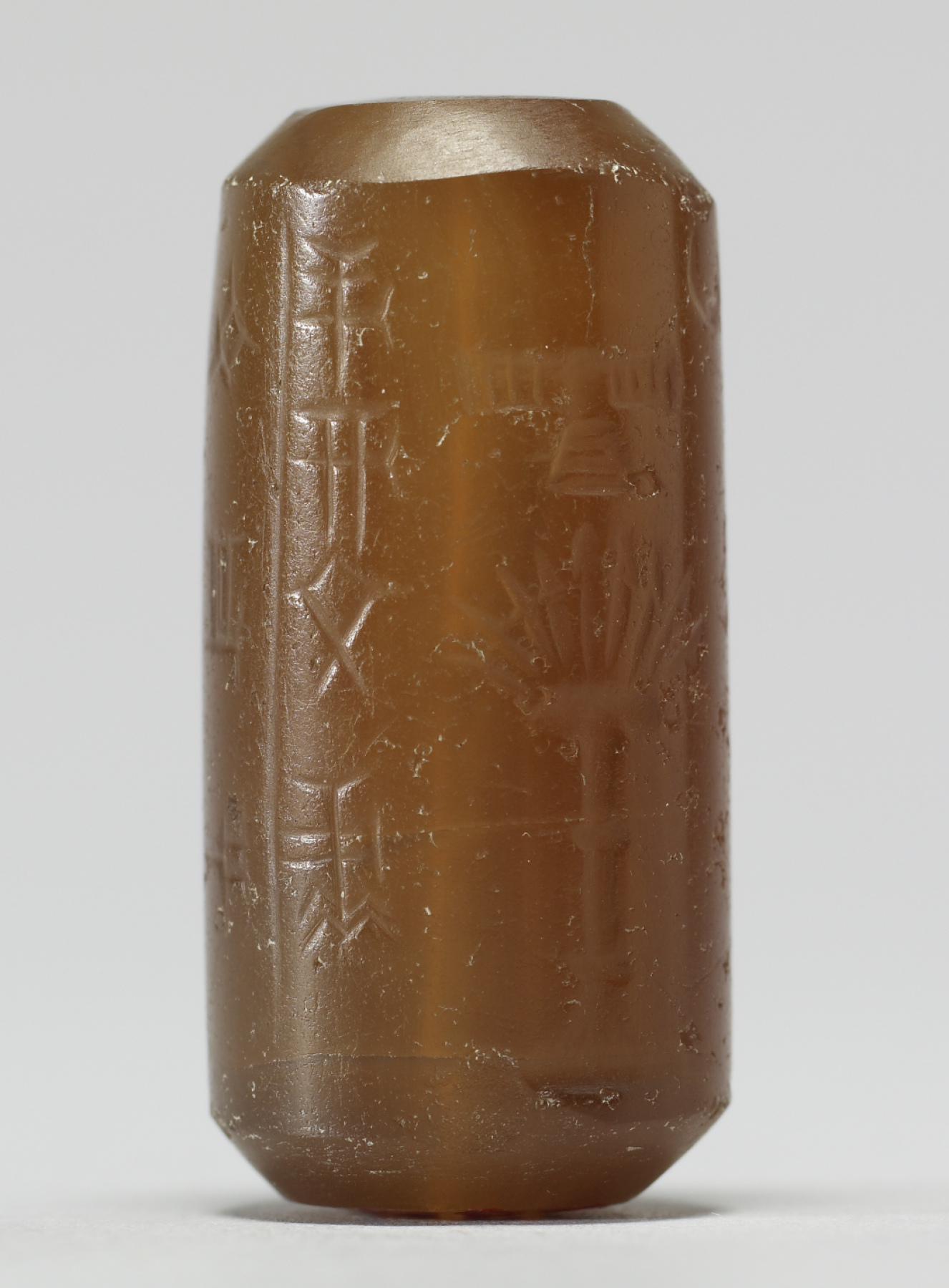
Selo marrom do período neobabilônico